# Aleksandr Aleksiejew (rosyjski dyplomata)
Aleksandr Nikołajewicz Aleksiejew (ros. Александр Николаевич Алексеев, ur. 5 lutego 1951) – rosyjski dyplomata, ambasador w Serbii i Czarnogórze (2004–2006), Serbii (2006–2008) i Polsce (2010–2014).

## Życiorys
Po ukończeniu w 1973 studiów w Moskiewskim Państwowym Instytucie Stosunków Międzynarodowych podjął pracę w radzieckiej dyplomacji. Był pracownikiem placówek dyplomatycznych ZSRR w Szwajcarii (1973–1978) i Belgii (1982–1987). Od 1993 do 1998 pełnił funkcję radcy-ministra Ambasady Federacji Rosyjskiej w Brukseli, a po powrocie do kraju był wicedyrektorem Departamentu Współpracy Europejskiej MSZ. W latach 2002–2004 kierował III Departamentem Europejskim MSZ. Od 2004 do 2008 pełnił misję Ambasadora Federacji Rosyjskiej w Belgradzie, po czym powrócił do pracy w centrali MSZ, gdzie objął stanowisko dyrektora IV Departamentu Europejskiego. 21 czerwca 2010 został powołany na stanowisko Ambasadora Rosji w Polsce, a 7 września 2010 złożył Prezydentowi RP listy uwierzytelniające. W sierpniu 2014 został odwołany z tej funkcji.